# Équipe de Nouvelle-Calédonie de rugby à XIII
L'équipe de Nouvelle-Calédonie de rugby à XIII était l'équipe qui représentait la Nouvelle-Calédonie dans les principales compétitions internationales de rugby à XIII. Celle-ci est reconnue par les instances internationales de rugby à XIII avec sa propre équipe nationale depuis 2003.
Le rugby à XIII en Nouvelle-Calédonie est géré par la Fédération française de rugby à XIII comme collectivité territoriale outre-mer française. L'équipe joue au Stade de Rivière Salée à Nouméa.

## Histoire
Techniquement parlant, le rugby à XIII a pu être pratiqué en Nouvelle-Calédonie pendant la deuxième guerre mondiale, au moment où les alliés, dont les soldats australiens, occupaient l'île.
Mais, le rugby à XIII en Nouvelle-Calédonie a véritablement commencé avec la défection de clubs de rugby à XV mécontents. Et cela,  autour d'hommes tels que Didier Ferri Pisani, Jean Francois Fornes, Jonas Taofefinua, Joseph Taofefinua, Tony Wendt, Jean louis Covacho et Henri Masurel.
Sous l'impulsion du consultant appointé par la Fédération française de rugby à XIII, Pierre Vandome, la Fédération calédonienne de rugby à XIII réussit une véritable « OPA  » sur le rugby à XV et devient, dans sa courte histoire, un sport extrêmement populaire dans les communautés walisienne et futunienne et mélanésienne. En 2002, une sélection universitaire australienne est venue pour la première fois en tournée en Nouvelle-Calédonie. C'était la première rencontre internationale de rugby à XIII disputée sur le territoire

## Organisation d'un championnat territorial
Par la suite, la jeune fédération a organisé un championnat régulier avec six clubs officiels avec trois catégories représentés : senior, moins de 18 ans et moins de 16 ans 
La liste de ces clubs est la suivante : Lomipeau XIII « Bull dogs », Tagaloa XIII « Red skins», Tahitala XIII « Eagles », Mont Dore XIII  « Bears », Paita XIII « Tigers », R.C Caledonien « Racing. »
Deux finales sont organisées au stade de Nouméa Rivière Salée et Païta, qui rassemblent plus de 3 500 spectateurs.

## Rencontres internationales et résultats
La Nouvelle-Calédonie a participé à la Pacific Cup pour la première fois en 2004.
L'équipe fut au 32e rang au classement de la Rugby League International Federation (RLIF), l'organisme gérant le rugby à XIII international [réf. nécessaire].
Elle rencontre la Grèce le 6 mars 2004 (défaite 58-08)
Puis  rencontre les Samoa (défaite 76-00) et les Samoa américaines (défaite 62-06).

## La fin de l'équipe de Nouvelle-Calédonie?
En 2006, la fédération de rugby à XV revoit sa stratégie dans le Pacifique, en investissant de nouveau de l'argent dans le redémarrage du championnat de rugby à XV local, qu'avaient déserté les clubs calédoniens. Stratégie, qui semble sonner le glas du mouvement treiziste dans l'île et de l'activité de l'équipe de Nouvelle-Calédonie depuis, qui ne fait plus aucun « bruit médiatique. »

## Personnalités et joueurs emblématiques
Au vu la période assez réduite d'existence de l'équipe, peu de joueurs ou de personnalités néo-calédoniens ont reçu une couverture médiatique.
On cite cependant le cas de Dimitri Pelo  : ce joueur néo-calédonien a en effet un parcours riche; il a joué aussi bien en rugby à XIII qu'en rugby à XV, dans des clubs du plus haut niveau.